# Fehérarcú gezerigó
A fehérarcú gezerigó (Mimus saturninus) a madarak osztályának a verébalakúak (Passeriformes) rendjéhez és a gezerigófélék (Mimidae) családjához tartozó faj.

## Rendszerezése
A fajt Martin Hinrich Carl Lichtenstein német ornitológus írta le 1823-ban, a Turdus nembe Turdus saturninus néven.

## Alfajai
- Mimus saturninus arenaceus Chapman, 1890
- Mimus saturninus frater Hellmayr, 1903
- Mimus saturninus modulator (Gould, 1836)
- Mimus saturninus saturninus (Lichtenstein, 1823)[2]

## Előfordulása
Dél-Amerikában, Argentína, Bolívia, Brazília, Paraguay, Suriname és Uruguay területén honos. Természetes élőhelyei a szubtrópusi vagy trópusi cserjések, szavannák és  mocsári erdők, valamint legelők, másodlagos erdők és városi régiók. Állandó, nem vonuló faj.

## Megjelenése
Testhossza 26 centiméter, testtömege 55–73 gramm.

## Életmódja
Mindenevő, rovarokkal, pókokkal és férgekkel táplálkozik, de apró gyümölcsöket, magvakat és bogyókat is fogyaszt.

## Szaporodása
|  |

## Természetvédelmi helyzete
Az elterjedési területe rendkívül nagy, egyedszáma pedig stabil. A Természetvédelmi Világszövetség Vörös listáján nem fenyegetett fajként szerepel.